# Pomponio Vittoriano
Pomponio Vittoriano (in latino: Pomponius Vittorianus; fl. 282) è stato un politico romano di età imperiale.
Fu console posterior assieme all'imperatore Probo nel 282; in quello stesso anno fu praefectus urbi.